# خوف: ترامب في البيت الأبيض
خوف: ترامب في البيت الأبيض (بالإنجليزية: Fear: Trump in the White House) هو كتاب واقعي للمؤلف والصحفي الأمريكي الشهير بوب ودورد، صدر الكتاب في 11 سبتمبر 2018 بواسطة دار النشر سايمون وشوستر. ويوضح الكاتب من خلاله بصورة نقدية لاذعة تفاصيل وأسرار رئاسة الرئيس الأمريكي الحالي دونالد ترامب استنادا على مئات المقابلات والتحقيقات مع أعضاء إدارة ترامب.
منذ إصداره حل الكتاب بالمرتبة السابعة للكتب الأكثر مبيعاً على موقع أمازون، وذلك بعد نشر العديد من مقتطفات الكتاب التي تحمل انتقادات لاذعة في صحيفة واشنطن بوست قبل أسبوع من إصداره.
باع الكتاب أكثر من 1.1 مليون نسخة في الأسبوع الأول من نشره، مما جعله أسرع الكتب مبيعا في تاريخ دار نشر سايمون وشوستر.

## خلفية المؤلف
اشتهر بوب ودورد بلقب مفجر فضيحة ووترغيت التي أدت إلى استقالة الرئيس الأمريكي السابق ريتشارد نيكسون من منصبه وتلطيخ سمعته، وقد وصفته صحيفة رولينغ ستون بأنه «"واحد من أكثر الصحفيين المحترمين في التاريخ الأمريكي"». وقد أدى تقرير تلك الفضيحة الذي أعده ودورد رفقة زميله الصحفي المخضرم كارل برنستين على حصول جريدة واشنطن بوست على جائزة بوليتزر في مجال الخدمة العامة والصحافة عام 1973 كما حولتهما إلى «أفضل الصحفيين الإستقصائيين الأميركيين»، بحسب نيك ألين من صحيفة ديلي تلغراف، كما وصف ألين كتب ودورد السابقة عن الرؤساء الأمريكيين مثل بيل كلينتون، جورج دبليو بوش وباراك أوباما بأنها «"تقارير منهجية وبلا هوادة، جعلته يحصد قدرًا من التفاصيل حول العمل الداخلي للإدارات المختلفة في البيت الأبيض لا يمكن لأي كاتب آخر أن يجاريه"». في حين وصف «نيك بريانت» من صحيفة بي بي سي نيوز ودورد بأنه «"مؤرخ واشنطن بوست، وواحد من الصحفيين الأكثر ثقة في أمريكا دون الحاجة لإستعمال أسلوب الإثارة الصحفية"».
في عام 2013، أثناء نزاع بين ودورد وإدارة أوباما فيما يتعلق بخفض الميزانية، علق دونالد ترامب قائلاً: «"فقط أوباما يمكن أن يفلت من الهجوم على بوب ودورد"».
في 30 يوليو 2018، ذكرت شبكة سي إن إن أن مصادر مجهولة أخبرتهم أن ودورد سيصدر كتابًا عن إدارة ترامب في 11 سبتمبر 2018. وقد قال ودورد إن عنوان الكتاب يعتمد على شيء أخبره إياه ترامب في مقابلة عام 2016: «"القوة الحقيقية هي، أنا حتى لا أريد استخدام الكلمة، الخوف"».
في 4 سبتمبر 2018 ووفقًا لمقالة في صحيفة نيويورك تايمز يستند الكتاب إلى «مئات الساعات من المقابلات مع مصادر مباشرة ومذكرات لاجتماعات متزامنة وملفات ومستندات ويوميات شخصية». سجل خلالها ودورد مقابلاته.

## محتوى الكتاب

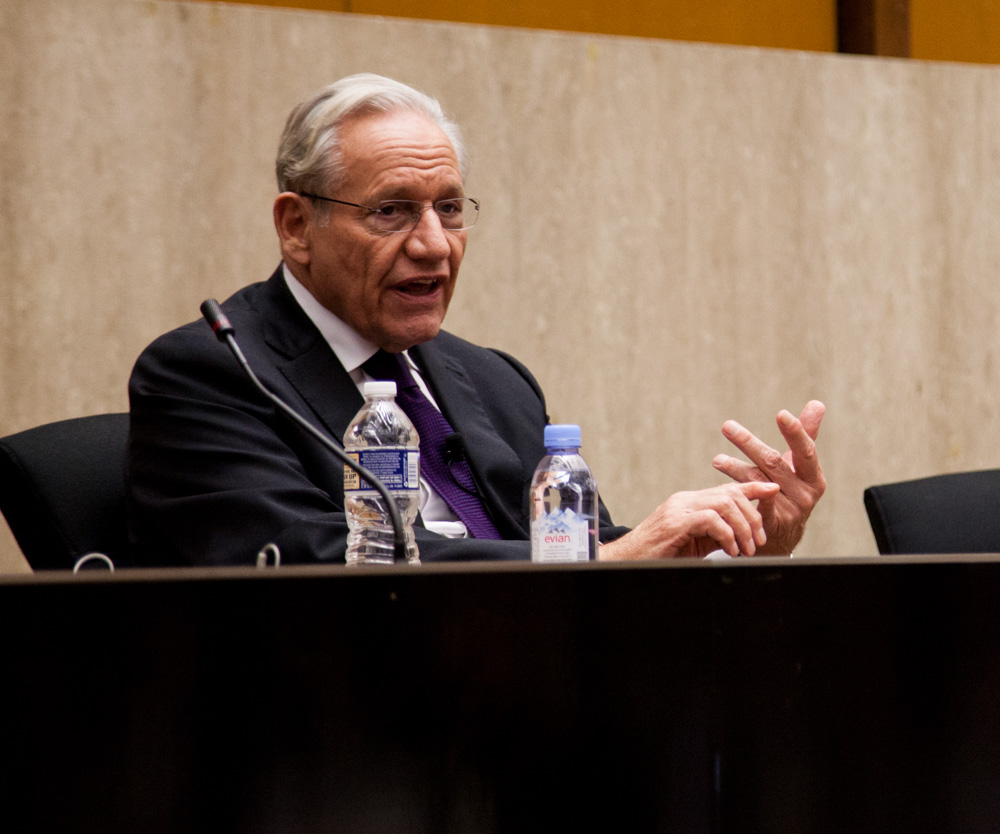
بوب ودورد 2016.

تروي تفاصيل الكتاب عمل مساعدي ترامب وهم يحاولون التعامل مع سلوك الرئيس. فوفقا للكتاب، أخذ المساعدون جل الأوراق من مكتبه لمنعه من التوقيع عليها وتهديد الأمن القومي. كما يروي الكتاب كيف أن رئيس هيئة الأركان في البيت الأبيض جون كيلي أشار إلى ترامب على أنه «أحمق» و «متردد»، بينما قال وزير الدفاع جيمس ماتيس أن ترامب «لديه فهم طفل في الصف الخامس أو السادس» في حين صرحت صفحات الكتاب قول جون مود محامي ترامب الشخصي السابق أنه «كذاب سخيف» «"أخبرته أنه إذا ما وافق على الشهادة أمام مدير مكتب التحقيقات الفيدرالي روبرت مولر بخصوص تحقيق المستشار الخاص فإنه لا محالة سيرتدي "البدلة البرتقالية"» (بذلة السجن).
وصف كبير المحررين في شبكة سي إن إن كريس سيليزا كتاب "خوف" الذي يروي قصة مماثلة مع التقارير الإعلامية السائدة وغيرها من الكتب التي صدرت عام 2018 أبرزها كتاب نار وغضب للصحفي والكاتب مايكل وولف، وكتاب المعتوه: مشاهدة من بيت ترامب الأبيض لمستشارة البيت الأبيض السابقة أوماروزا مانيغو نيومان أن «"إدارة ترامب تعاني من "الفوضى والخلل الوظيفي، وأن البيت الأبيض في حالة فوضى وغير مستعد، بقيادة ترامب رجل يائس في عمله والأسوأ أنه غير قادر على فهم مدى عمق يأسه"».

## ردود الفعل
- في أوائل غشت 2018، دعا الرئيس ترامب ودورد لمعرفة ماذا حل بالكتاب بعد الانتهاء من تأليف النص. أخبر خلالها ترامب ودورد قائلا: "«أنت تعرف أنني منفتح للغاية بالنسبة لك. أعتقد أنك كنت دائما منصفًا"»، وقد أعرب كلاهما عن مشاعرهما بأن عليهما إجراء مقابلة قبل كتابته. لاحقا زعم ترامب في البداية أن لا أحد أعلمه بأن ودورد أراد أن يقابله، وعزا ذلك إلى أن مساعديه كانوا إما "خائفين" من التحدث إليه أو "مشغولين". لكن في وقت لاحق، اعترف ترامب بأن السيناتور الجمهوري ليندسي غراهام "ذكر بسرعة" أن ودورد أراد إجراء مقابلة معه. فيما بعد أبلغ ودورد ترامب بأن الكتاب "نظرة صارمة على العالم وإدارته وشخصه"، لكنه سيكون "واقعيًا" و "دقيقًا". وهكذا خلص ترامب إلى أن الكتاب سيكون "سلبيًا" و"سيئًا" و"غير دقيق" لأن "الدقة هي أنه لم يقم أي شخص بعمل أفضل من وظيفته كرئيس".[18]
- في أوائل سبتمبر وبعد نشر العديد من المنافذ الإخبارية الأمريكية مقتطفات من الكتاب وبعض التعليقات الأولية حوله، انتظر البيت الأبيض عدة ساعات قبل الرد.[19] أعقب ذلك تغريدة للرئيس ترامب على حسابه على تويتر أنكر خلالها وبشكل رسمي التعليقات التي نسبها ودورد إليه كما اتهمه بأنه عميل لمصلحة الحزب الديمقراطي قائلا: «كتاب الخوف "مجرد كتاب سيئ آخر وودورد لديه الكثير من مشاكل مع المصداقية ... أراد أن يكتب الكتاب بطريقة معينة .. فأنا لم أتحدث معه أبدا"».[20] كما وصف ترامب بشكل منفصل القصص في الكتاب بأنها «خيالية» معللا ذلك ب«توقيت» إصدار الكتاب، الذي يعقب أسابيع قليلة من الانتخابات التشريعية التي من المرجح أن يواجه خلالها الحزب الجمهوري صعوبة شديدة.[21]
- في هذه الأثناء، أصدرت المتحدثة باسم البيت الأبيض سارة هاكابي ساندرز بيانا قالت فيه إن الكتاب «ليس أكثر من قصص مفبركة» دون تفاصيل أخرى.[22] بالإضافة إلى ذلك، نفى كيلي ادعاءات الكتاب التي جاءت على لسانه وادعت بأنه قد أشار إلى الرئيس ترامب بأنه «أحمق»،[20] بينما وصف ماتيس مقطعه بأنه «مجرد خيال» ورفض فكرة أنه سيظهر ازدراء أو عدم احترام للرئيس.[23]
- وصف لويد غرين من صحيفة الغارديان، كتاب "خوف" بأنه «"وصف رزين وواضح آخر، لا بد من قراءته لاسيعاب الفساد والتعفن داخل البيت الأبيض"، وهو تكرار لتاريخ ودوورد السابق عن الرئيس ريتشارد نيكسون». مضيفا أن كتاب الخوف عموما من القصص التي «تقشعر لها الأبدان».[24]
- كتب رون إلفينغ من الإذاعة الوطنية العامة أن كتاب الخوف هو حتى الآن «أفضل لمحة لا مثيل لها لدينا عن البيت الأبيض»، مع وصف لترامب «ورئاسته المدمرة لدرجة لا يمكن وصفها إلا بأنه اتهام». ومع ذلك، توقع إلفينغ أن جزءًا من مؤيدي ترامب «سيجدون هذا التصوير لترامب غير مقبول على الإطلاق، وقد يركزون استيائهم ليس على ترامب ولكن على ودوورد». كما يجادل إلفينغ أيضاً بأن قرار ودوورد بإبقاء مصادره مجهولة يقلل من ثقة القراء في حقيقة قصصهم، نظراً «للوزن الهائل لما يدعيه ودوورد.»[25]